# Коредо
Коредо (итал. Coredo) је насеље у Италији у округу Тренто, региону Трентино-Јужни Тирол.
Према процени из 2011. у насељу је живело 1544 становника. Насеље се налази на надморској висини од 841 м.

## Становништво
| 1931. | 1936. | 1951. | 1961. | 1971. | 1981. | 1991. | 2001. | 2011. |
| ----- | ----- | ----- | ----- | ----- | ----- | ----- | ----- | ----- |
| 1.140 | 1.189 | 1.230 | 1.244 | 1.278 | 1.299 | 1.323 | 1.481 | 1.625 |